# Adolfo Kolmerer
Adolfo J. Kolmerer (* 23. Oktober 1986 in Caracas, Venezuela) ist ein deutscher Regisseur.

## Leben und Wirken
Nach Abschluss eines Informatikstudiums in Venezuela zog er nach Berlin um. Dort war er erst in unterschiedlichen Jobs tätig, bei einem Besuch eines Filmsets wurde er dazu inspiriert sich mit dem Filmemachen zu beschäftigen. Seine erste Produktionen waren ab 2008 Musikvideos, unter anderem das Video für Videoclub von Dorian und Kleine Bushidos von Bushido. Außerdem produzierte er mehrere Werbe- und Imagefilme, unter anderem für Alba Berlin, Lidl und Pepsi sowie Kurzfilme wie Kaschmirweib.
Mit der Low-Budget-Produktion Schneeflöckchen gab Adolfo Kolmerer sein Langfilmdebüt, der Film feierte 2017 beim Fantasy Filmfest in München Premiere. Anschließend ging er auf Tour und wurde auf mehreren Filmfestivals ausgestrahlt, in die deutschen Kinos kam er 2018, als Kino on demand, konnte also von Zuschauern für einzelne Kinos gebucht werden. 2019 veröffentlichte Kolmerer mit der Coming-of-Age-Komödie Abikalypse seinen zweiten Kinofilm in Alleinregie. 2020 führte er Regie in vier Folgen der ersten Staffel des Neoriginal Sløborn. 2023 setzte er seine Zusammenarbeit mit Christian Alvart fort, dieses Mal mit der für die ARD produzierte Mystery-Serie Oderbruch. Diese feierte im selben Jahr auf dem Fantasyfilm Fest in München Premiere. Im Januar 2025 erschien mit Der Heimweg seine Verfilmung des gleichnamigen Romans von Sebastian Fitzek.

## Filmografie (Auswahl)
- 2008: Kaschmirweib (Kurzfilm)
- 2010: Uwe Boll Talks About Auschwitz (Dokumentarkurzfilm)
- 2015: MTV Unplugged: Cro
- 2018: A Time of Vultures (Webserie)
- 2017: Schneeflöckchen
- 2018: Bullsprit (Webserie, Folge 1.1: Plötzlich Tankwart)
- 2019: Abikalypse
- 2020: Sløborn (Fernsehserie, 4 Folgen)
- 2023: Oderbruch (Fernsehserie, 4 Folgen)
- 2025: Der Heimweg

## Auszeichnungen (Auswahl)
Cinepocalypse Chicago
- 2017: Preisträger des Publikumspreises sowie in der Kategorie Breakthrough Filmmaker für Schneeflöckchen[1]

Negative Film Festival
- 2018: Preisträger in den Kategorie Beste Regie und Bester Spielfilm für Schneeflöckchen[2]